# Nadine Kleinert
Nadine Kleinert (Magdeburg, 1975. október 20. –) német súlylökő.
Az 1999-es, 2001-es valamint a 2009-es atlétikai világbajnokságon ezüst-, még a 2007-es oszakai tornán bronzérmes lett. A 2004-es olimpiai játékokon, tizenkilenc méter ötvenöt centiméteres dobásával a harmadikként zárt, ám az aranyérmes Irina Korzanenko kizárását követően a második helyre jött fel.

## Egyéni legjobbjai
- 20,22 méter (szabadtéri)
- 19,64 méter (fedett)